# Phalotris nigrilatus
Phalotris nigrilatus — вид отруйних змій родини полозових (Colubridae). Ендемік Парагваю.

## Поширення і екологія
Phalotris nigrilatus відомі з двох місцевостей, розташованих в департаменті Сан-Педро. Вони живуть в саванах Вологого Чако та в сухих тропічних лісах.

## Збереження
МСОП класифікує цей вид як такий, що перебуває під загрозою зникнення. Phalotris nigrilatus загрожує знищення природного середовища.